# Skin (sångare)
Skin (artistnamn för Deborah Anne Dyer) född 3 augusti 1967, i Brixton, London, är en brittisk sångerska och låtskrivare. Hon frontar rockbandet Skunk Anansie som bildades 1994, splittrades 2001 och återförenades 2009. Hon har även släppt skivor som soloartist.
Skin är känd för sin karaktäristiska röst, sitt energiska och ärliga scenspråk och sin öppenhet, både när det gäller sexualitet och politik. Hon uttrycker ofta sina politiska åsikter och har talat offentligt mot Brexit.
På bandets spelning på festivalen Sthlm Fields 25 juni 2025 i Stockholm fick Skin låna en keps av en scenarbetare på grund av den starka solen. Hon skojade om att den röda kepsen såg ut som en ”MAGA-hat – make America gay again” – ett tydligt ställningstagande mot USA:s president Donald Trumps politik.

## Diskografi, solo

### Album
- 2003 – Fleshwounds
- 2006 – Fake Chemical State

### Singlar
- 2003 – "Trashed"
- 2003 – "Faithfulness"
- 2003 – "Lost / Getting Away With It" (dubbel a-sida)
- 2005 – "Alone In My Room"
- 2006 – "Just Let the Sun"
- 2006 – "Purple"
- 2007 – "Tear Down These Houses"